# 서바이브 더 나잇
《서바이브 더 나잇》(Survive the Night, 이전 제목: The Long Night)은 미국에서 제작된 맷 에스칸다리 감독의 2020년 액션, 스릴러 영화이다. 브루스 윌리스 등이 주연으로 출연하였다. 미국에서는 2020년 5월 22일 개봉되었다.
주 촬영은 약 10일 정도 조지아주 콜럼버스에서 진행되었다.

## 출연
- 브루스 윌리스
- 채드 마이클 머레이